# Stanisław Grochowiak

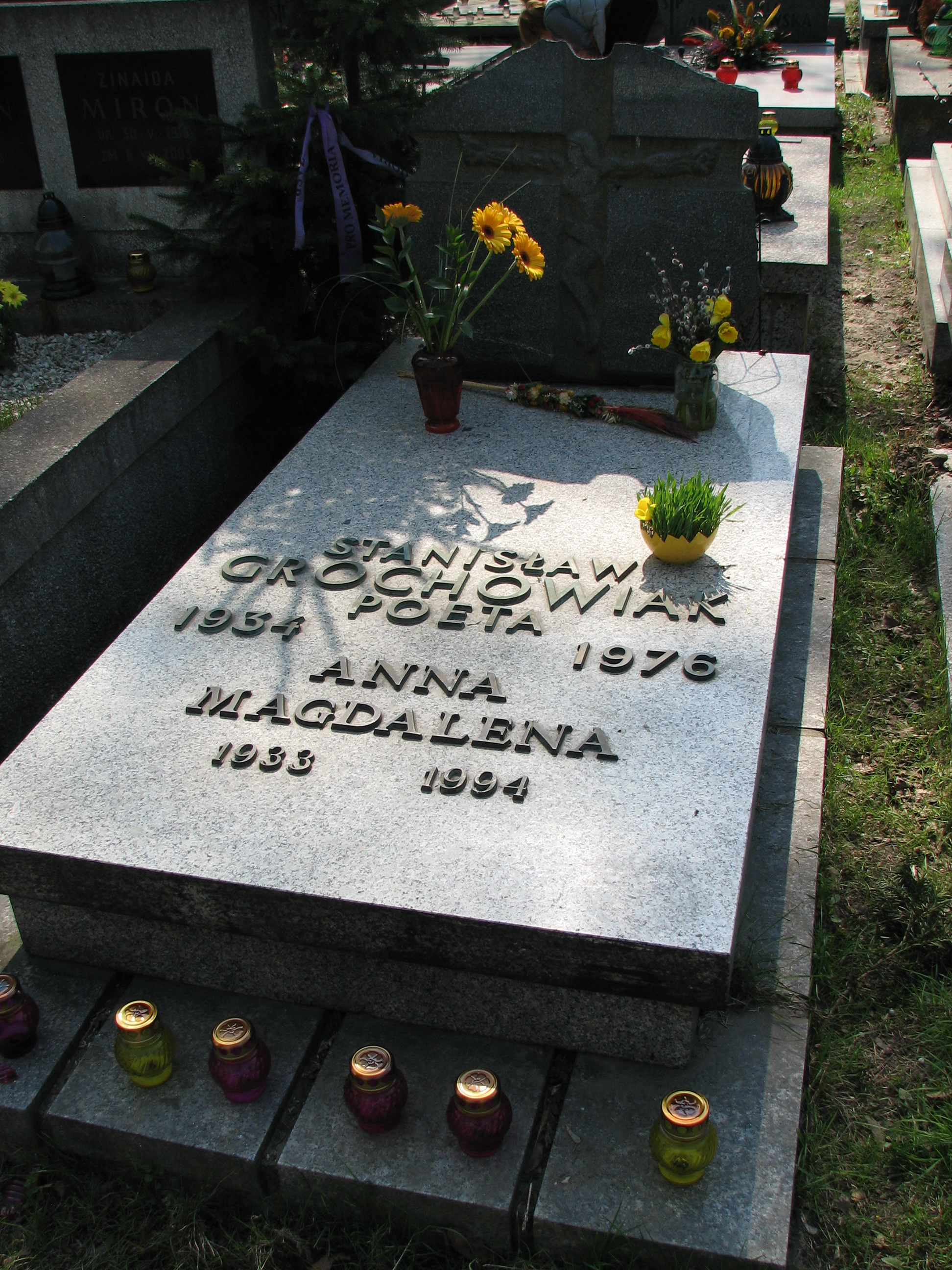
Grób Grochowiaka i jego żony Anny na Cmentarzu Wojskowym na Powązkach (2009)

Stanisław Antoni Grochowiak, ps. Kain (ur. 24 stycznia 1934 w Lesznie, zm. 2 września 1976 w Warszawie) – polski poeta, dramatopisarz, publicysta, prozaik i scenarzysta filmowy.

## Życiorys
Okupację spędził w Warszawie. W czasie powstania warszawskiego ukrywał się z matką w piwnicach. Po wojnie Grochowiak powrócił do Leszna, gdzie uczęszczał do szkoły powszechnej i gimnazjum (obecnego I Liceum Ogólnokształcącego). Po zdanej maturze rozpoczął studia polonistyczne w Poznaniu, które przerwał po kilku tygodniach. Potem zamieszkał we Wrocławiu. Tam pracował początkowo we „Wrocławskim Tygodniku Katolickim”. Do Warszawy przeniósł się w roku 1955, mieszkał w dzielnicy Praga-Północ, przy ul. Stalowej 2. Początkowo pracował w Instytucie Wydawniczym „Pax”, następnie w redakcjach „Za i przeciw”, dwutygodnika „Współczesność”, tygodników „Nowa Kultura” i „Kultura”, „Poezji” i „Miesięcznika Literackiego”.
Należał do tzw. pokolenia „Współczesności”, debiutował w 1951 roku wierszami Ave Maryja i Notuję deszcz, publikując je w piśmie „W oczach młodych” (dodatku do „Słowa Powszechnego”). W roku 1956 wydał  Balladę rycerską, pierwszy kompletny tom, który był jednym z najciekawszych debiutów po zakończeniu stalinizmu. Został dobrze przyjęty przez krytykę. Nieco wcześniej w tym samym 1956 roku wydał swoją pierwszą powieść, Plebanię z magnoliami. W 1959 roku opublikował we „Współczesności” artykuł Karabela zostanie na strychu będący atakiem na ideały wychowawcze młodości „powstańczej, konspiracyjnej i ułańskiej”. Jako dramatopisarz zadebiutował w 1961. Mając lat trzydzieści, Stanisław Grochowiak zaprzestał pisania prozy.
Zmarł z powodu powikłań choroby alkoholowej. Jest pochowany na cmentarzu Wojskowym na Powązkach (kwatera B35-1-6).

## Twórczość

### Poezja
Grochowiak zapisał się w polskiej powojennej poezji jako twórca, który poszukiwał nowych form ekspresji poetyckiej i przeciwstawił się tradycyjnej interpretacji „piękna”. Był klasyfikowany jako poeta reprezentujący nurt turpistyczny (od łac. turpis – brzydki) – programowym wręcz przykładem jest wiersz Płonąca żyrafa. W późniejszym okresie swojej twórczości skłaniał się ku klasyczności i zgodzie na reguły dnia codziennego (bunt nie przemija, bunt się ustatecznia).
Poetę cechowała szczególna wrażliwość na barwy. Jeśli w jego utworach pojawiały się jakieś barwy, nigdy nie był to przypadek. Np. kolor czarny symbolizował śmierć lub żałobę, zielony – rozkład ciała, błękitny – nieograniczone przestrzenie, niebo, a także życie, czerwony – aktywność, życie.

### Proza
Twórczość prozatorską Grochowiaka cechowała duża różnorodność. Jego pierwsza powieść Plebania z magnoliami, chociaż wyszła w roku „odwilży”, nie była wolna od rozwiązań typowych dla powieści produkcyjnej. Opowiadała o walce klasowej na wsi na ziemiach odzyskanych; w centrum konfliktu bogatych kułaków z ideowymi komunistami autor umieścił duchownego – proboszcza Grzegorza. Tom opowiadań Lamentnice to pozycja bardzo ciekawa, jeżeli spojrzeć z perspektywy ukazującej się wtedy epiki – głównie była to proza „hłaskoidalna”. W swym zbiorze autor Ballady rycerskiej objawił się przede wszystkim jako kreacjonista. Jego bohaterowie to głównie artyści lub niespokojne dusze, uwięzieni w za ciasnym świecie prowincji lub sztampowego życia, starający się przełamać barierę dzielącą ich od zewnętrznego świata. Tacy są bohaterowie Skolopendry, Mordu czy Gordy. W Karabinach Grochowiak powrócił do postaci księdza, tym razem przedstawia go jako człowieka bez wiary, zniszczonego wojną, który pragnie znaleźć schronienie u biskupa. W tej książce łatwo odnaleźć inspirację egzystencjalizmem, bohaterowie nie potrafią znaleźć własnego miejsca na świecie, pogrążeni we własnych obsesjach i lękach, „zarażeni” śmiercią. Wreszcie Trismus to próba spojrzenia na czas wojny z perspektywy wroga, Niemca. Książka to opowieść o zarządcy obozu, którego młoda żona, początkowo zachwycona silnym charakterem głównego bohatera, stopniowo traci wiarę w słuszność ideologii nazistowskiej i zasadność istnienia obozu.

## Ważniejsze dzieła

### Poezja
- Ballada rycerska (1956)
- Menuet z pogrzebaczem(inne języki) (1958)
- Rozbieranie do snu (1959)
- Agresty (1963)
- Kanon (1965)
- Totentanz in Polen (1969) poemat
- Nie było lata (1969)
- Polowanie na cietrzewie (1972)
- Bilard (1975)
- Haiku-Images (1978)
- Allende (1974) poemat
- Wiersze nieznane i rozproszone (1996)[5]
- Wiersze dla dzieci (2017)[6]
- Wiersze zebrane (2017)[7]

### Opowiadania
- Lamentnice (1958)
- Prozy (1996) – zawierają niepublikowane utwory prozatorskie, dodatkowo powieść Trismus i opowiadania ze zbioru Lamentnice

### Powieści
- Plebania z magnoliami (1956)
- Trismus (1963)
- Karabiny (1965)

### Dramaty
- Szachy (1961)
- Partita na instrument drewniany (1962)
- Król IV (1963)
- Chłopcy (1964)

### Baśnie
- Żyjątko Biedajstwo i Ci inni (2009)[8]

## Ekranizacje
- Księżyc, reż. Stanisław Brejdygant[9]
- Kaprysy Łazarza, reż. Janusz Zaorski[10]
- Chłopcy, reż. Ryszard Ber[11]
- Partita na instrument drewniany, reż. Janusz Zaorski[12]
- Karabiny, reż. Waldemar Podgórski[13]

## Odznaczenia
W 1974 w związku z jubileuszem Polski Ludowej odznaczony Krzyżem Kawalerskim Orderu Odrodzenia Polski.

## Upamiętnienie
- Miejska Biblioteka Publiczna w Lesznie otrzymała w 1977 imię Stanisława Grochowiaka.
- W Lesznie od 1994 co dwa lata jest organizowany Ogólnopolski Konkurs Literacki im. Stanisława Grochowiaka.
- Jedna z ulic w Lesznie od 1977 nosi imię Stanisława Grochowiaka[15].
- Ulice Stanisława Grochowiaka znajdują się w Opolu[16], Poznaniu[17], Warszawie[18] i we Wrocławiu[19].
- 10 października 2015 na kamienicy przy ulicy Narutowicza 64 w Lesznie odsłonięto mural Stanisława Grochowiaka[20].
- Na placu Metziga w Lesznie znajduje się pomnik Stanisława Grochowiaka[21][22].